# يان برينان
يان برينان (بالإنجليزية: Ian Brennan)‏ (25 مارس 1953 في المملكة المتحدة - ) هو لاعب كرة قدم بريطاني في مركز الدفاع. لعب مع بولتون واندررز ونادي بيرنلي.

## وصلات خارجية
- يان برينان على موقع قاعدة بيانات كرة القدم.إي يو (الإنجليزية)